# Mette Lindberg
Mette Lindberg (født 2. december 1983 i Herlev) er en dansk sangerinde, og forsanger i bandet The Asteroids Galaxy Tour, med hvem hun har udgivet tre albums. 
I januar 2016 debuterede hun som dommer i DR1s underholdningsprogram X Factor og i 2018 som vært ved MGP 2018, sammen med Kristian Gintberg.

## Historie

### Opvækst
Lindberg blev født i december 1983 på Amtssygehuset i Herlev, og har én storesøster. Da hun var 12 år fik hun sin første cd-afspiller, hvor hun før havde hørt til familiens musik som det nye MC Einar og Johnny Hates Jazz, ligesom det ældre musik fra Tina Turner, The Beatles og Bob Dylan blev hørt hjemme i Herlev. Lindberg startede med at spille på mundharpe. I folkeskolen begyndte hun at gå til trompet, blokfløjte og kor. 
Hun fik sin 10. klassen på en efterskole, hvor hun første gang stod i front for et kor eller en gruppe. Da efterskolen var overstået tog Lindberg ét år på Medieskolen i Lyngby, hvor hun deltog i et radiokursus. Herefter blev det til godt ét år på HF, inden hun sprang fra, og fik job i centralkøkkenet på Herlev Sygehus. Mens hun arbejdede blev hun mere fokuseret på musikken, og tog blandt andet et intensivt musikkursus på Rytmisk Center i København. Derefter gjorde hun sin HF færdig, og fik arbejde i en fritidsklub i Hellerup.

### Musik
I 2007 blev Mette Lindberg kontaktet af Lars Iversen, som hun tidligere havde mødt igennem vennekredsen. Han havde en idé til et band som skulle hedde The Asteroids Galaxy Tour, og Lindberg skulle være med som forsanger. Deres første spillejob var 20 minutters opvarmning forud for en koncert med Amy Winehouse i Vega på Vesterbro.
I 2009 udgav de deres første album, og det tredje og seneste udkom i september 2014. 
Lindberg blev ved Danish Music Awards 2012 nomineret til Årets Danske Kvindelige Kunstner. En pris Aura Dione vandt.

### Andet
I efteråret 2015 debuterede hun som skuespillerinde, da hun medvirkede i en mindre rolle i instruktør Max Kestners debutspillefilm Fang Rung med Carsten Bjørnlund i hovedrollen. 
Lindberg debuterede i januar 2016 som dommer i den niende sæson af DR1s underholdningsprogram X Factor, hvor hun erstattede Lina Rafn.

## Privat
Mette Lindberg har siden 2008 dannet par med bassisten Anders Christensen. De er bosat i København.